# High Tension Wires
High Tension Wires é o primeiro álbum de estúdio do guitarrista Steve Morse (o terceiro, se contados os da Steve Morse Band). Foi lançado no dia 1º de maio de 1989, pela gravadora MCA Records. O disco atingiu o 182º posto na lista dos mais vendidos nos Estados Unidos de acordo com a lista Billboard 200 e foi indicado para Prêmio Grammy de Melhor Performance de Rock Instrumental.

## Faixas
| N.º            | Título                 | Duração |  |
| 1.             | "Ghostwind"            | 3:12    |  |
| 2.             | "The Road Home"        | 4:47    |  |
| 3.             | "Country Colors"       | 3:47    |  |
| 4.             | "Highland Wedding"     | 3:21    |  |
| 5.             | "Third Power"          | 4:16    |  |
| 6.             | "Looking Back"         | 3:59    |  |
| 7.             | "Leprechaun Promenade" | 6:24    |  |
| 8.             | "Tumeni Notes"         | 4:10    |  |
| 9.             | "Endless Waves"        | 3:46    |  |
| 10.            | "Modoc"                | 2:20    |  |
| Duração total: | Duração total:         | 41:11   |  |

## Créditos
Músicos
- Steve Morse – guitarra e sintetizador
- T Lavitz – teclados, sintetizador e piano
- Rod Morgenstein – bateria
- Jerry Peek – baixo
- Andy West – baixo
- Allen Sloan – violino

Equipe técnica
- Steve Morse - engenharia de som, mixagem e produção
- Rick Sandidge – engenharia de som e mixagem
- Tom Wright – engenharia de som
- Glenn Meadows – masterização
- Ricky Schultz – produtor executivo